# シパリウィニ地方
シパリウィニ地方（オランダ語: Sipaliwini）は、スリナムの地方（district）のひとつ。1985年の行政区画再編時に設置された。同国の8割以上を占めているが、そのほとんどが熱帯雨林のため人口はまばらである。そのような性質からシパリウィニ地方の行政府は首都パラマリボに置かれており、シパリウィニ地方はスリナム政府の直接行政下にある。
南西部のチグリ地域は古くから隣国ガイアナとの国境問題となっている。

## 隣接行政区画
- ニッケリエ地方
- コロニー地方
- パラ地方
- ブロコポンド地方
- マロウィネ地方
- フランス領ギアナ
- アマパー州
- パラー州
- 東ベルビセ＝コレンティネ州

## 下位行政区画

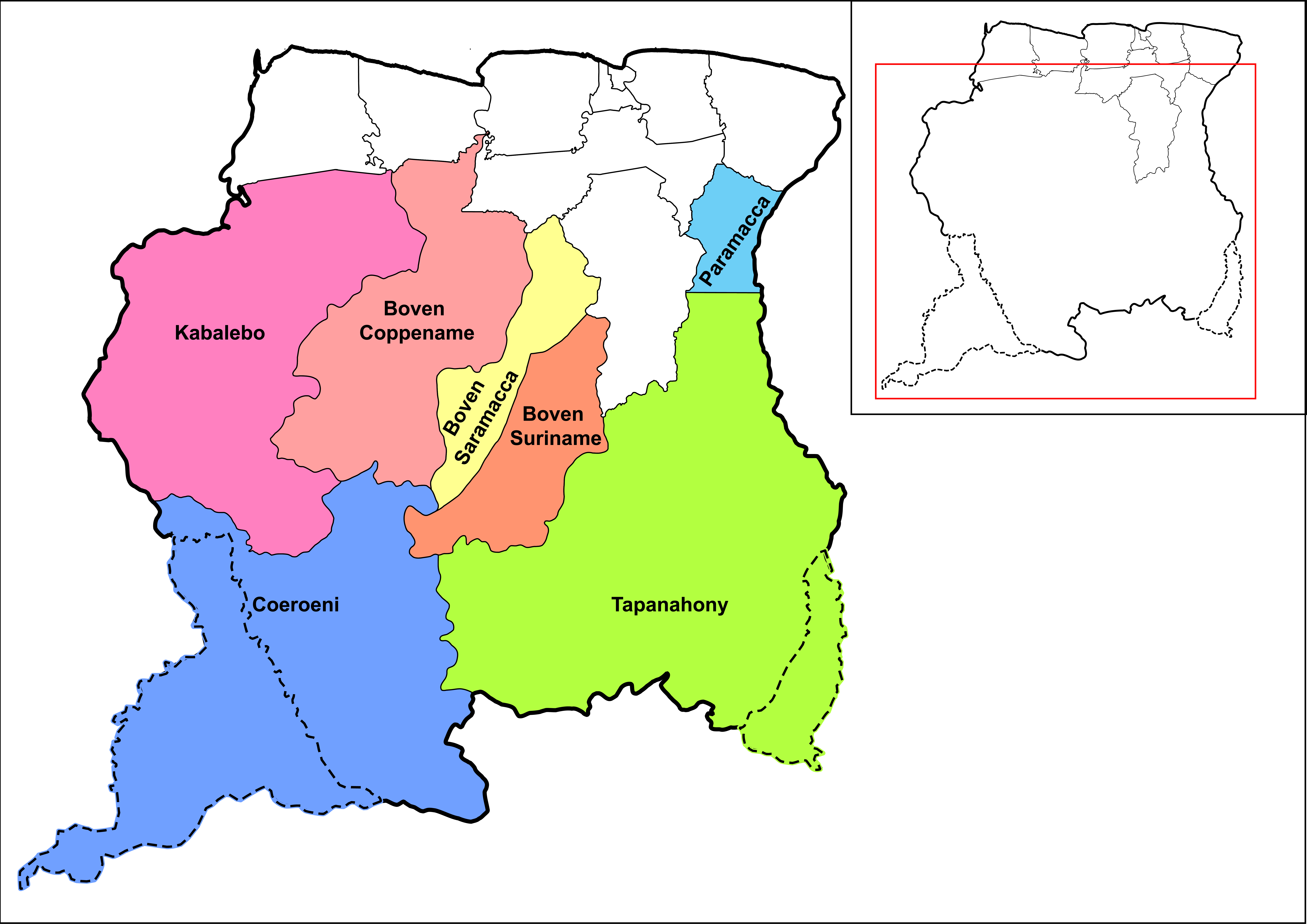
シパリウィニ地方のレソート

シパリウィニ地方には6つのレソート（蘭: ressorten）が設置されている。人口は2012年国勢調査。
- ボーフェン・コッペナメ（英語版） - 539人
- ボーフェン・サラマッカ（英語版） - 1,427人
- ボーフェン・スリナム（英語版） - 17,954人
- クールーニー（英語版） - 1,046人
- カバレボ（英語版） - 2,291人
- タパナオニー（英語版） - 13,808人

### 主要都市
いずれも規模は村程度で大きくはない。
- アナパイケ（英語版）
- アーペティナ（英語版）
- アプーラ（英語版）
- バハイス（オランダ語版）
- ベンドルプ（英語版）
- ビタグロン（英語版）
- コッティカ（英語版）
- カヤナ（英語版）
- カンプ52（オランダ語版）
- クワマラサムトゥ
- Pelelu Tepu
- ポクイグロン（英語版）